# Johannes Lamprecht
Johannes Lamprecht (ur. 22 sierpnia 1922 w dystrykcie Chikombe, zm. 25 sierpnia 2008) – rodezyjski (zimbabwejski) strzelec, olimpijczyk. 
Startował na igrzyskach w 1964 roku (Tokio). Zajął 27. miejsce w trapie.

## Wyniki olimpijskie
| Igrzyska | Konkurencja | Wynik       | Miejsce | Źródło |
| -------- | ----------- | ----------- | ------- | ------ |
| IO 1964  | Trap        | 186 punktów | 27.     | [ 2 ]  |